# Leduc (Canada)
Leduc è una cittadina del Canada di 55.678 abitanti, situata nella provincia dell'Alberta e in particolare nella Divisione No. 11. 
Si trova a circa 30 km a sud di Edmonton.